# Ера (телеканал)
Телекомпанія «Ера» — закритий загальнонаціональний приватний інформаційно-розважальний телеканал. Був створений на базі державного суспільного мовника УТ-1. 

## Історія
«Ера» розпочала свою роботу у серпні 1995 року як виробник телепрограми «Доброго ранку, Україно!» на замовлення УТ-1. З 1 січня 1999 року «Ера» почала мовити на частотах «Першого національного» як телекомпанія. 
«Доброго ранку, Україно!» була першою ранковою інформаційно-розважальною програмою, яка виходила у запису щобудня з 7:30 до 8:15. Не маючи жодних ресурсів для її виробництва і трансляції у прямому ефірі НТКУ залучила «Еру» як продакшн для виробництва цієї програми і трансляції з 6:00 до 9:00 на УТ-1. Для цього «Ера» обладнала власну студію у будівлі НТКУ і технічне оснащення для прямого ефіру[джерело?].
До 2001 року взаємовідносини телекомпанії «Ера» та НТКУ були на рівні “замовник—виконавець”. Як продакшн-студія, телекомпанія створювала програми «Доброго ранку, Україно!» і «Доброї ночі, Україно!», які Національна компанія розміщувала у своєму ефірі і мала б оплачувати ці послуги виробнику. Але оскільки НТКУ була не в змозі розраховуватися за телепродукт, то, як наслідок, з’явилася угода, згідно з якою «Ера» одержала право розміщувати у своїх програмах рекламу, щоб за рахунок отриманих коштів покривати витрати виробництва. Водночас телекомпанія без жодних пільг сплачувала «Першому національному» за експлуатацію камер, використання офісних приміщень, монтажних апаратних, студій. Оскільки в 1996 році Національна Телекомпанія України отримала ліцензію на право мовлення на каналі УТ-1 впродовж 18.7 годин на добу (так зване “держзамовлення”), то в 2001 році непроліцензовані 5.3 годин були виставлені на конкурс. Свої заявки на участь у тендері подали п’ять телекомпаній: «НАРТ», «Гравіс», «Золоті Ворота», КДРТРК та «Ера». Після дуже прискіпливого, багатоступеневого технічного й фінансового аудиту саме остання компанія, на думку експертної ради, спромоглася довести своє право на отримання ліцензії. Тож у жовтні 2001 року «Ера» одержала статус ліцензійної телекомпанії з правом мовлення на УТ-1 у часових проміжках з 6.00-9.00 і 23.00-01.18, ліцензія була видана Національною радою України з питань телебачення та радіомовлення 30 жовтня 2001 року. ТРК «Ера» мала право мовити на всю територію України (на частотній мережі «UA: Перший», яка забезпечувала покриття у 98,8 % території держави традиційними аналоговими передавачами), в тому числі на всі обласні та індустріальні центри. Обсяг мовлення — 5 годин 15 хвилин на добу українською мовою.
З 24 грудня 2001 року «Ера» почала мовити як окремий телеканал. В ефірі транслювалися інформаційно- публіцистичні, спортивні, музичні та розважальні програми. Компанія тісно співпрацювала з однойменною радіостанцією, з якою по суті утворювала один медіахолдинг. У вечірньому ефірі телеканалу можна було дивитися відеоверсії прямих ефірів, що відбулися в студії радіо «Ера FM». Під час подій помаранчевої революції «Ера» стала другою телекомпанією (після «5 каналу»), яка почала активно висвітлювати події на Майдані.
2 квітня 2012 року о 12:39 музичний телемарафон НТКУ і ТРК «Ера» «Пісня об'єднує нас!» встановив світовий рекорд. Телемарафон тривав в ефірі Першого каналу й «Ери» 110 годин. Рекорд зареєстрували представники Книги рекордів Гіннеса та Національного реєстру рекордів України, які стежили за перебігом марафону.
14 квітня 2017 року ТРК «Ера» припинила мовлення в кабельних мережах. Наприкінці квітня керівництво каналу підтвердило, що транслюватиме пісенний конкурс «Євробачення», однак UA: Перший показав конкурс без логотипу «Ери».
15 травня 2017 року ТРК «Ера» відновила супутникове мовлення на окремій частоті від «UA: Перший». 12 червня 2017 року Телерадіокомпанія «Ера» припинила мовлення в аналогових та супутникових мережах, крім Києва, Одеси та області.
1 серпня 2017 року ТРК «Ера» відмовилась від ліцензії на аналогове мовлення. У листопаді 2017 року «Ера-Медіа» почала виробляти ранкову програму на замовлення НСТУ.
З 11 липня 2020 року ранкова програма від «Ера-Медіа» припинила виходити в ефірі «UA: Першого».

## Логотипи
ТРК «Ера» як окремий телеканал мала два логотипи. З 1 січня 1999 року по 14 жовтня 2010 року логотип знаходився у правому нижньому куті. З 15 жовтня 2010 по 31 липня 2017 року знаходився у лівому верхньому куті. З 1 квітня 2012 по 31 липня 2017 року, в деяких програмах, таких як телемарафон «Пісня об'єднує нас», логотип переміщувався у правий верхній кут.
| Логотип | Опис |
| ------- | --- |
|         | З 1 січня 1999 по 7 березня 2001 року логотипом ТРК «Ера» був білий стилізований прямокутник по вертикалі, який нагадував літеру «Е». Знаходився у правому нижньому куті. |
|         | З 8 березня 2001 по 31 липня 2017 року логотип складався з темно-червоного квадрату, в якому була написана літера «é». Під логотипом знаходилась темно-синя горизонтальна смуга, в якій був годинник. У нічний час логотип був без годинника. Спочатку знаходився у правому нижньому куті. 15 жовтня 2010 року логотип перемістився у лівий верхній кут, ставши злегка зменшеним (прозорим став лише квадрат). На логотипі праворуч знаходилась синя смуга, в якій зображувався годинник. У нічний час годинника на логотипі не було. |

В періоди мовлення ТРК «Ера» / «Ера-Медіа» як виробника телепрограм (в ефірі Першого Національного / UA: Першого) використовувалися також інші логотипи (на екрані вони були разом з логотипом Першого Національного / UA: Першого):
| Логотип | Опис |
| ------- | --- |
|         | З листопада 2017 по 10 липня 2020 року логотипом «Ера-Медіа» було анімоване стилізоване кругле зображення помаранчевого кольору з годинником праворуч. Знаходився у лівому нижньому куті. |

Офіційні логотипи:
| Логотип | Опис                                                  |
| ------- | ----------------------------------------------------- |
|         | Логотип у ЗМІ (1999-2001 роки)                        |
|         | Логотип у заставках, ЗМІ, соцмережах (2001-2017 роки) |

## Програми
- «Країна ON-LINE
- «Вільна Гавень»
- «Православний календар»
- «Поміж Рядками»
- «Твій Голос»
- «Експерт на Зв'язку»
- «Здорове Харчування»
- «Ера Здоров'я»
- «L'radio/L'format»
- «Події очима Майбутнього»
- «Аграрна Країна»
- «Енергія Панорама»
- «Рейтенгова Панорама»
- «Острів Скарбів»
- «Підсумки»
- «Від першої особи»
- «На слуху»
- «Паспорт.ua»
- «Життєлюб»
- «Новини»
- «Спорт»
- «Погода»
- «Світ ON-LINE»
- «Приз патруль»
- «Смакота»
- «АгроЕра»
- «Будмайданчик»
- «Ера відпочинку»
- «Ера якості»
- «Ера будівництва»
- «Ера бізнесу»
- «Абетка для батьків»
- «Сільський час»

## Ведучі
- Дмитро Теленков
- Альона Зінченко
- Денис Зерченко
- Ірина Литвин
- Юлія Бенкендорф
- Марина Шевлюга
- Ольга Ксьонз
- Леонід Олійник
- Світлана Катренко
- Надія Базів
- Валентин Михайлов

## Випадки цензури
У грудні 2014 року журналістка телеканалу «Ера» Маргарита Тарасова заявила, що звільнилася через цензуру. За її словами, на початку листопада 2014 року журналістам ТРК «Ера», власником якої є Андрій Деркач, прийшов лист від його довіреної особи Олександра Юрчука з вимогою «відбілити» в серії сюжетів диктаторські закони, ухвалені Верховної Радою 16 січня 2014 року. Як зазначає журналістка, Андрій Деркач, як і його родич Володимир Литвин, були серед тих, хто голосував за вказані закони підняттям рук.
Тарасова також опублікувала на своїй сторінці в соціальній мережі скріншот листа Юрчука , в якому зазначається, що в телекомпанії оголошується конкурс на найкращий сюжет про закони 16 січня. Журналістам пропонувалося розділити пакет законів, а також попередньо висилати тексти на узгодження.
За словами Тарасової, згодом генеральний директор телеканалу Ігор Лоташевський провів розмову з незгодними членами колективу щодо того, що «вони живуть в ілюзіях революції і не можуть адекватно оцінювати дійсність, а вона така, що незабаром в країні встановиться справжня диктатура і станеться федералізація». Однак на позицію журналістів ця «лекція» не мала впливу, тож керівництво нібито вирішило відмовитися від такого «конкурсу».
Проте, як зазначає журналістка, у першій половині грудня на телеканалі «Ера» таки почали виходили сюжети, присвячені законам 16 січня «з трохи зміщеними акцентами». «Тепер головний меседж зводився до того, що закони 16 січня ніхто не читав, а насправді вони демократичні та європейські, і нині вони працюють, але під іншими назвами, а диктаторська влада просто не допускає опозицію до прийняття рішень під вигаданими приводами», — зазначає журналістка.
Журналістка працювала на телеканалі «Ера» більше року — з жовтня 2013 року до середини грудня 2014 року. За її словами, ще декілька працівників телеканалу «Ера» також планували звільнятися через таку політику каналу.

## Санкції США та України
10 січня 2021 року Управління контролю за іноземними активами Міністерства фінансів США запровадило проти ТОВ «Ера-медіа» санкції за втручання в американські вибори та участь в російській мережі зовнішнього впливу (зокрема, в російській кампанії з дезінформації), яка пов'язана з народним депутатом України Андрієм Деркачем. 
20 серпня 2021 року РНБО ввела санкції проти Деркача та ТОВ «Ера-Медіа», а разом із ним і проти осіб під санкціями США.

## Цікаві факти
- У дні, коли UA: Перший транслював спортивні змагання (Олімпіаду тощо), вечірні програми ТРК «Ера» починалися не о 23:00, а після закінчення прямої трансляції. При цьому з 23:00 і до кінця трансляції програми йшли під двома логотипами: «UA: Перший» і ТРК «Ера», а реклама транслювалася із заставками ТРК «Ера».
- У деякі дні, зокрема, під час трансляцій «Євробачення», ТРК «Ера» зовсім не виходив в ефір ввечері, причому не було навіть логотипу ТРК «Ера». Цьому факту є пояснення: ТРК «Ера» не входила до ЄМС, і не мала ліцензії на транслювання їхнього контенту (Євробачення).
- Іноді траплялися ситуації, коли футбольні матчі починалися під логотипом Першого Національного (до 23:00), а фінальний свисток після 23:00 звучав уже під логотипом телекомпанії «Ера»[8].
- Інколи (зокрема, 1 січня 2005 року) вечірні програми ТРК «Ера» тривали довше, ніж до 1:18. При цьому після 1:18 програми ТРК «Ера» йшли під двома логотипами: «UA: Перший» і ТРК «Ера».
- Логотип ТРК «Ера» нагадував іконку браузера Internet Explorer.

## Контакти
- Адреса: 04052, м. Київ, вул. Юрія Іллєнка, 42, «ТРК „Ера“»